# Максимівське родовище вапняку
Максимівське родовище вапняку — родовище, розташоване за 2 км на північний захід від с. Максимівка Збаразького району.
Площа — 126 га. Корисні копалини — вапняк світло-коричневий до жовтуватого, серпуловий, серпулово-детритовий, перекристалізований та вапняк літотамнієвий, органогенно-детритовий, сірий, жовтувато-білий сарматського і тортонського ярусів неогенової системи.
Загальна середня потужність — 48,3 м. Вапняки придатні для виробництва вапна, щебеню, його пухкі різновиди — для виготовлення вапнякового борошна. Родовище розробляє ВАТ «Тернопільський кар'єр». Залишок запасів — 91,9 млн т.